# Carl Friedrich Wendt
Carl Friedrich Wendt (* 3. März 1912 in Danzig; † 22. November 1988 in Heidelberg) war ein deutscher Psychiater, Neurologe und Hochschullehrer, der an der NS-Euthanasieforschung beteiligt war.

## Leben
Wendt absolvierte ein Studium der Medizin an den Universitäten Tübingen, Jena, Königsberg, Berlin, Heidelberg und München. Nach dem 1936 bestandenen medizinischen Staatsexamen in Heidelberg war er am Kaiser-Wilhelm-Institut für medizinische Forschung tätig. Von dort wechselte er 1939 an die Psychiatrische Universitätsklinik Heidelberg.
Während des Zweiten Weltkrieges war Wendt, zuvor Truppenarzt bei der Hitlerjugend (HJ), vom Militärdienst bei der Wehrmacht offiziell freigestellt. Zum Dr. med. promoviert war er unter dem Leiter der Heidelberger Universitätsnervenklinik Carl Schneider an der NS-Euthanasieforschung an Kindern beteiligt. In diesem Rahmen war er von Anfang Juli 1942 bis Ende März 1943 war er als „Stoffwechselexperte“ zu einer von seinem Vorgesetzten Schneider geleiteten Forschungsabteilung in der Heil- und Pflegeanstalt Wiesloch abgeordnet; diese Tätigkeit wurde mit 150 RM vergütet. Wendt sollte „eine Materialsammlung über die endokrinen Funktionsstörungen im Rahmen entwicklungsmäßig bedingter körperlicher Dysplasien, besonders anhand der Idiotenforschung“ anlegen. Die Materialien stammten von ermordeten Kindern aus der Landes-Heil- und Pflegeanstalt Eichberg, die mit der Heidelberger Euthanasieforschung kooperierte.
Nach Kriegsende wurde er Professor für Psychiatrie und Neurologie an der Universität Heidelberg und wurde 1978 emeritiert. Nachdem Details zur Heidelberger NS-Euthanasieforschung öffentlich wurden, nahm die Staatsanwaltschaft Heidelberg 1983 ein Ermittlungsverfahren gegen Wendt sowie seine damaligen Arztkollegen Hans-Joachim Rauch und Friedrich Schmieder auf. Das Ermittlungsverfahren wurde am 16. Mai 1986 durch die Staatsanwaltschaft Heidelberg eingestellt, da gegen die Beschuldigten „kein ausreichender Verdacht“ bestehe, „an der Tötung auch nur eines Patienten beteiligt gewesen zu sein oder vom geplanten Schicksal der untersuchten Patienten gewußt zu haben“. Nach Zeugenaussagen war unter Heidelberger Ärzten und Pflegern bekannt, dass auf dem Eichberg Patienten getötet wurden. Die Staatsanwaltschaft hielt dies nicht für gesichertes Wissen, sondern für Gerüchte. Willi Dreßen, der Leiter der Ludwigsburger Zentralstelle, hielt es 2000 für „[s]chwer verständlich, daß unter diesen Umständen den drei Ärzten entgangen sein soll, worum es bei ihrer Arbeit in der Forschungsabteilung ging“ und für völlig unglaubwürdig, dass die Beschuldigten nichts von den nationalsozialistischen Krankenmorden gehört haben sollen.
Wendt war mit Gertrud, geborene Helfferich, verheiratet. Das Paar hatte eine Tochter.

## Schriften
- Über die Senkung des Grundumsatzes durch das braune Fettgewebe winterschlafender Igel und durch Prolan. In: Hoppe-Seyler’s Zeitschrift für physiologische Chemie. Bd. 279 (1943), H. 3–6, S. 153–168, doi:10.1515/bchm2.1943.279.3-6.153 (Dissertation, Universität Heidelberg, 1942).
- Psychotherapie im abgekürzten Verfahren. Springer, Berlin/Göttingen/Heidelberg 1948; 2., gänzlich umgearbeitete Auflage: Grundzüge einer verstehenspsychologischen Psychotherapie. Springer, Berlin/Göttingen/Heidelberg 1956.
- Psychotherapie der Schlafstörungen in der nervenärztlichen Sprechstunde: Referat auf der 2. Tagung der Deutschen Gesellschaft für Psychiatrie und Nervenheilkunde am 7. Oktober 1956 in Bad Neuheim. Springer, Berlin/Göttingen/Heidelberg 1957.
- Psychopathologie und Psychotherapie. Springer, Berlin/Göttingen/Heidelberg 1962.
- Deutung und Wirklichkeit. Wissenschaftliche Buchgesellschaft, Darmstadt 1984, ISBN 3-534-01987-3.